# Ruisseau Fraser (rivière des Plante)
Pour les articles homonymes, voir Fraser.
Le ruisseau Fraser coule dans la municipalité de Beauceville, dans la municipalité régionale de comté (MRC) de Beauce-Centre, dans la région administrative de Chaudière-Appalaches, au Québec, au Canada.
Le ruisseau Fraser est un affluent de la rive sud de la rivière des Plante, laquelle se déverse à son tour sur la rive est de la rivière Chaudière ; cette dernière coule vers le nord pour se déverser sur la rive sud du fleuve Saint-Laurent.

## Géographie
Les principaux bassins versants voisins du ruisseau Fraser sont :
- côté nord : rivière Noire Est, rivière des Plante, rivière Calway ;
- côté est : ruisseau Giroux, rivière Cumberland, rivière Gilbert ;
- côté sud : ruisseau Giroux, ruisseau à Bolduc, rivière Chaudière ;
- côté ouest : rivière des Plante, rivière Chaudière.

Le ruisseau Fraser prend sa source en zone forestière dans les Monts Notre-Dame, dans la municipalité de Beauceville, à 9,1 km au nord-est du pont du village de Beauceville, à 8,0 km à l'ouest du centre du village de Saint-Benjamin et à 8,9 km à l'est de la rivière Chaudière.
À partir de sa source, le ruisseau Fraser coule sur 11,2 km répartis selon les segments suivants :
- 1,6 km vers le sud-ouest, jusqu'à la route du rang de la Chapelle ;
- 3,0 km vers le sud-ouest, jusqu'à la route Fraser ;
- 0,8 km vers le sud, puis vers l'ouest, jusqu'à couper à nouveau la route Fraser ;
- 3,2 km vers l'ouest, jusqu'à la confluence de la rivière Noire ;
- 0,8 km vers le sud-ouest, jusqu'à la "route du golf" ;
- 1,8 km vers le nord-ouest, en longeant la route du rang de la Plée et l'autoroute 73, jusqu'à sa confluence.

Le ruisseau Fraser se déverse sur la rive sud de la rivière des Plante. Cette confluence est située à 1,9 km à l'est de la rivière Chaudière, à 5,5 km au nord du pont du village de Beauceville et au nord-est de l'autoroute 73.

## Toponymie
Le toponyme ruisseau Fraser a été officialisé le 5 décembre 1968 à la Commission de toponymie du Québec.